# Achelia crurispinifera
Achelia crurispinifera is een zeespin uit de familie Ammotheidae. De soort behoort tot het geslacht Achelia. Achelia crurispinifera werd in 1985 voor het eerst wetenschappelijk beschreven door Kim & Kim. 